# Isabel Cortavitarte
Isabel Cortavitarte (1 de octubre de 1960) es una deportista española que compitió en judo. Ganó dos medallas en el Campeonato Europeo de Judo en los años 1982 y 1988.

## Palmarés internacional
| Campeonato Europeo | Campeonato Europeo | Campeonato Europeo | Campeonato Europeo |
| Año                | Lugar              | Medalla            | Categoría          |
| ------------------ | ------------------ | ------------------ | ------------------ |
| 1982               | Oslo (Noruega)     | Medalla de bronce  | Abierta            |
| 1988               | Pamplona (España)  | Medalla de plata   | –72 kg             |